# Kosel Sogn
Kosel Sogn eller Koslev Sogn (på tysk Kirchspiel Kosel) er et sogn ved Sliens sydlige bred i det østlige Sydslesvig, tidligere dels i Risby Herred (≈Svans Adelige Distrikt) og dels i Hytten Herred, nu kommunerne Flækkeby, Kosel (Koslev) og Hummelmark i Rendsborg-Egernførde Kreds i delstaten Slesvig-Holsten.
I Kosel Sogn findes flg. stednavne:
- Arnsbjerg
- Bonert eller Bonum (Bohnert)
- Buborg
- Dyrvad (Dürwade)
- Engsig (Engsiek)
- Eskildsmark (Eschelsmark)
- Flækkeby (Fleckeby)
- Gøteby (Götheby)
- Holm
- Hylsen[1] (Hülsen)
- Hummelmark (Hummelfeld)
- Kelkjær (Kehlkahr)
- Kongsborg (Königsburg)
- Kosel (også Koslev)
- Krønsrød
- Lemsig
- Louisenlund
- Luundsgaard
- Mysunde (Missunde)
- Mølskov (Möhlhorst)
- Ornum
- Skylbæk[2] (Schoolbek)
- Vesby (Weseby)
- Wolfskrug